# Anna-Maja Henriksson

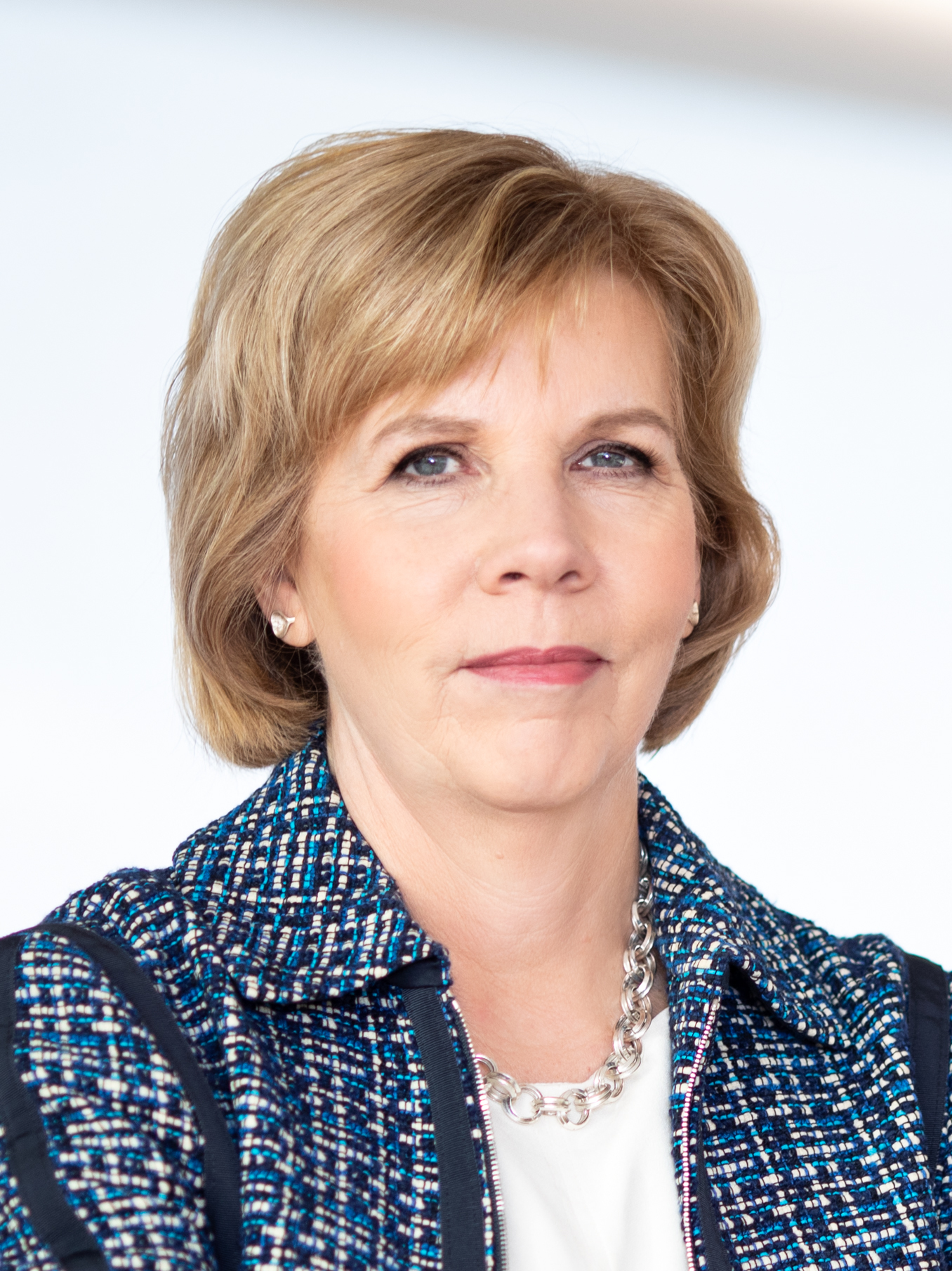
Anna-Maja Henriksson (2021)

Anna-Maja Henriksson (* 7. Januar 1964 in Jakobstad als Anna-Maja Forss) ist eine finnische Politikerin (RKP), die der Minderheit der Finnlandschweden angehört. Seit Juli 2024 ist sie Mitglied des Europäischen Parlaments. Zuvor war sie vom 20. Juni 2023 bis zum 5. Juli 2024 Bildungsministerin im Kabinett Orpo.

## Leben
Sie war vom 21. März 2007 bis zum 15 Juli 2024 Mitglied des Parlaments. Am 12. Juni 2016 wurde sie als erste Frau zur Parteichefin der Schwedischen Volkspartei gewählt, dies blieb sie bis Juni 2024. Sie bekleidete im Kabinett Katainen von 2011 bis 2014, im Kabinett Stubb von 2014 bis 2015, im Kabinett Rinne im Jahr 2019 und von 2019 bis 2023 im Kabinett Marin das Amt der Justizministerin. Als Justizministerin folgte ihr Leena Meri nach.
Bei den Kommunalwahlen in Finnland 2008 erhielt sie in ihrem Heimat-Wahlkreis Jakobstad 13,60 Prozent der Stimmen.